# 文開書院
24°02′56″N 120°26′17″E / 24.048792°N 120.438143°E
文開書院，是位於臺灣彰化縣鹿港鎮街尾里、鹿港文武廟旁的書院，乃時任鹿港同知的鄧傳安倡建，名稱為紀念沈光文，並祭祀明鄭遺老，建築列入彰化縣定古蹟。

## 建築

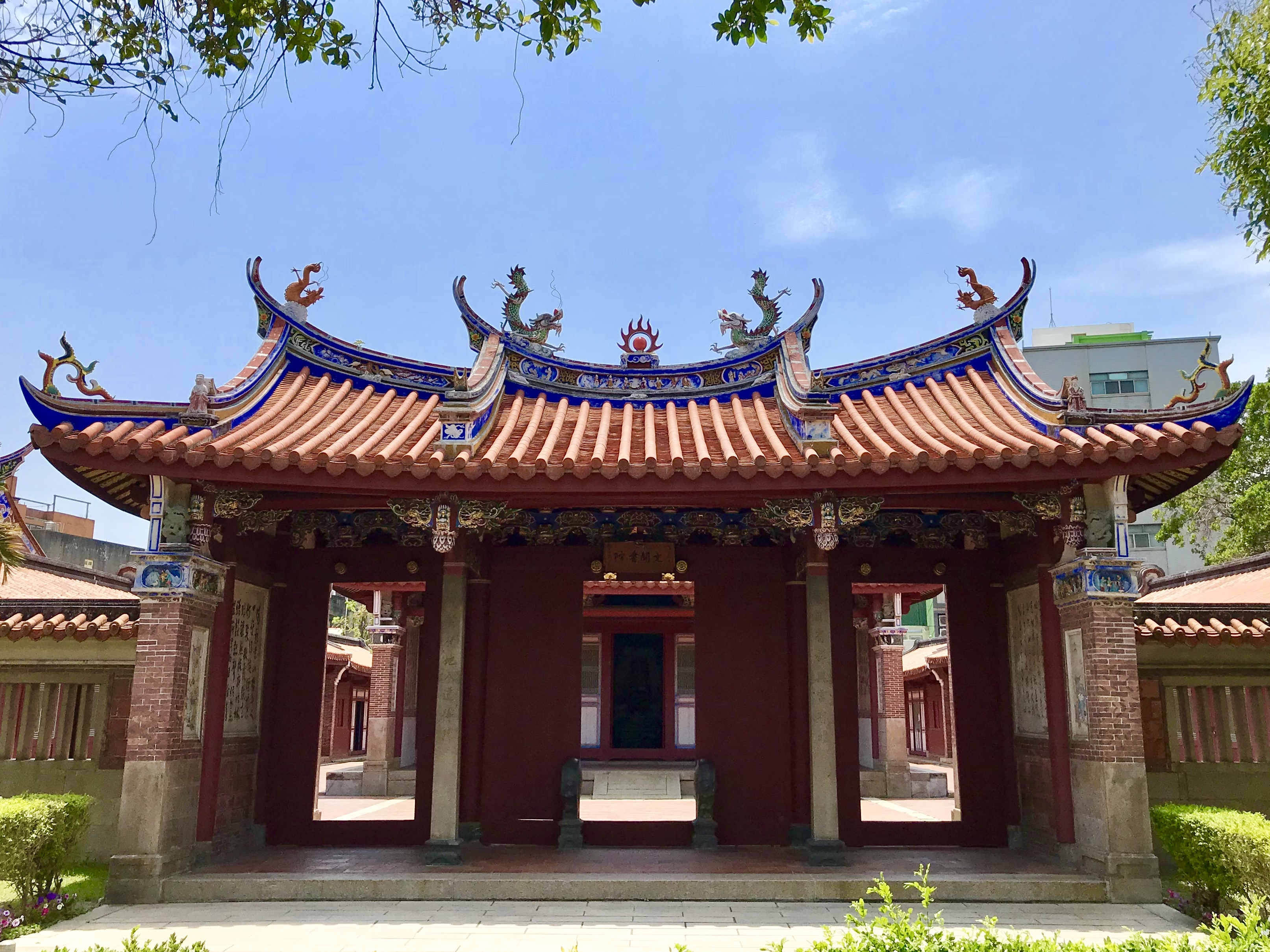
三川門

### 創立緣由
關於此書院創立文獻，多收於周璽總纂的《彰化縣志》內，有鄧傳安的〈勸建鹿仔港文開書院疏引〉、〈新建鹿港文開書院記〉（「附周琢堂大令書後」）、〈文開書院釋奠祭先賢文〉、〈文開書院從祀議〉（「附黃南邨廣文（黃銓）紀後」），以及鹿港廳〈詳報捐建鹿港文開書院牒〉等。洪棄生則在日治時代寫了〈重修文武廟及書院碑記〉。
道光二年（1822年）十一月，鄧傳安任鹿港同知，見到鹿港讀書風氣盛行，卻無適當學習地點，遂生在當地建立書院的想法。道光四年（1824年）四月，他回任鹿港同知後，逢舉人林廷璋等地方士紳士建議興建書院。他們的請求理由記載於〈詳報捐建鹿港文開書院牒〉中，說雖然離鹿港二十里的彰化城就有白沙書院，但光在臺南府城內就有崇文書院、海東書院、引心書院，強調政府不應以廳縣距近為由否定，增建書院可鼓舞人文。
鄧傳安撰寫〈勸建鹿仔港文開書院疏引〉一文舉宿遷建鍾吾書院獲得政府獎勸為例，激勵民眾捐錢，又以身作則捐出千圓。他也在該文章中解釋書院定名為「文開」的原因，是紀念對臺灣教化有功、字「文開」的沈光文。不過書院建設過程並不順利，在〈詳報捐建鹿港文開書院牒〉記載鄧傳安在道光六年（1826年）因追補匪黨，不能兼顧工程，次年（1827年）六月底始回鹿港廳任，發現書院已停工，又捐貲七百圓。
書院於道光八年（1828年）落成。建築與鹿港文祠、鹿港武廟呈現橫向一字排開，以文祠創建最早，武廟次之，書院殿後。院前種有榕樹，草坪寬廣。書院占地二甲餘，周圍七十丈。結構分為三進，第一進為三川門，第二進的前堂為書院的祭祀空間、第三進的後堂為書院山長居住之所，左右兩旁有十四間學舍。
依傳統禮制，書院祭祀孔子是逾矩。〈新建鹿港文開書院記〉中，鄧傳安說明文開書院主祀朱熹的原因是為閩中大儒，又寫臺灣在康熙二十二年（1683年）才始入版圖，無本國固有的文化與學術，所以更要仰重寓賢，遂祭祀包沈光文、徐孚遠、盧若騰、王忠孝、沈佺期、辜朝薦、郭貞一、及藍鼎元這八位包含明鄭遺老的賢人。祭祀明鄭遺老的作法受漢寶德等學者稱讚有前衛性。

### 爭取保存
1899年時日本軍人在此書院前留影，收錄於石川源一郎編著《臺灣名所寫真帖》，為該建築保存最早的照片。
日人在設立公學校時本想拆毀文武廟及書院作為校址，遭蔡德宣抗議，因此日本政府易地建校。1901年，施強在文開書院設立二我寫真館，成為台灣人自己開設的第一家照相館。1912年，蔡德宣倡修以恢復書院舊觀，獲紳耆贊同與層級認可，於1915年落成，由洪棄生寫〈重修文武廟及書院碑記〉紀念。
1943年，日人改文開書院為北白川宮紀念堂，勒有二碑以紀北白川宮能久在1895年9月3日曾駐於此。

### 焚後重建
戰後時期，屬於鹿港文武廟的文開書院地址為青雲路2號，里區為街尾里。戰後初期，軍隊入駐鹿港文武廟，導致廟內部神器文物散失，建材受損，直到1973年軍隊撤出。
1975年12月9日，文開書院毀於火災。中影公司電影《大湖英烈》在1980年曾利用此斷垣殘壁作為外景，拍攝劉永與袁時和等演員宣誓驅逐日本軍閥的戲碼。該年末，桂文亞報導時，除對此書院寫下「任其荒蕪廢朽」外，也寫同縣的興賢書院大殿被住戶當成廚房、道東書院變成賭場。1982年12月3日，省議員洪性榮向省主席李登輝提議將文開書院院址改作為古典傳統禮俗觀賞區，陳設狀元轎、花轎、皇帝轎等，讓觀光客可租用古服裝。
1982年左右，鹿港文武廟開始進行修護，為全臺灣最早進行的古蹟修護第一期工程。漢寶德為此還寫有《文開書院、文祠、武廟之研究與修復》一書，由境與象出版社在1983年出版。1985年底，耗資新臺幣三千一百七十餘萬元整修的文開書院完工。該年文開書院被政府公告列入第三級古蹟。但是，地方耆老對文開書院的修復工程很不滿意，除當年原式樣不符，施工技術不理想，未依傳統方式進行，以致殿柱油漆斑剝地非常厲害，殿前丹墀也翹起。像是三川大門簷下的垂蓮吊筒，內部腐蝕中空，承包商改用磚塊塞入。書院不少梁柱換成水泥柱，磚牆變水泥牆貼紅壁磚，只剩山門為道光年間古建物。
1988年，彰化縣政府不再撥款給鹿港鎮公所維護文武廟，除其中武廟因有眾多信徒及管理委員會管理維護，文祠與文開書院寂寥破敗，石鼓斷落、窗櫺破損，由於無人管理，原本象徵鹿港地方教化興盛的文祠與文開書院晚間龍蛇雜處。1991年初，樂山文教基金會組成名為「古蹟管理與維護辦法之研究」的專案小組，普查臺灣各地古蹟，見到文開書院淪為青少年吸毒所在，讓執行長丘如華印象深刻。

### 震後修復

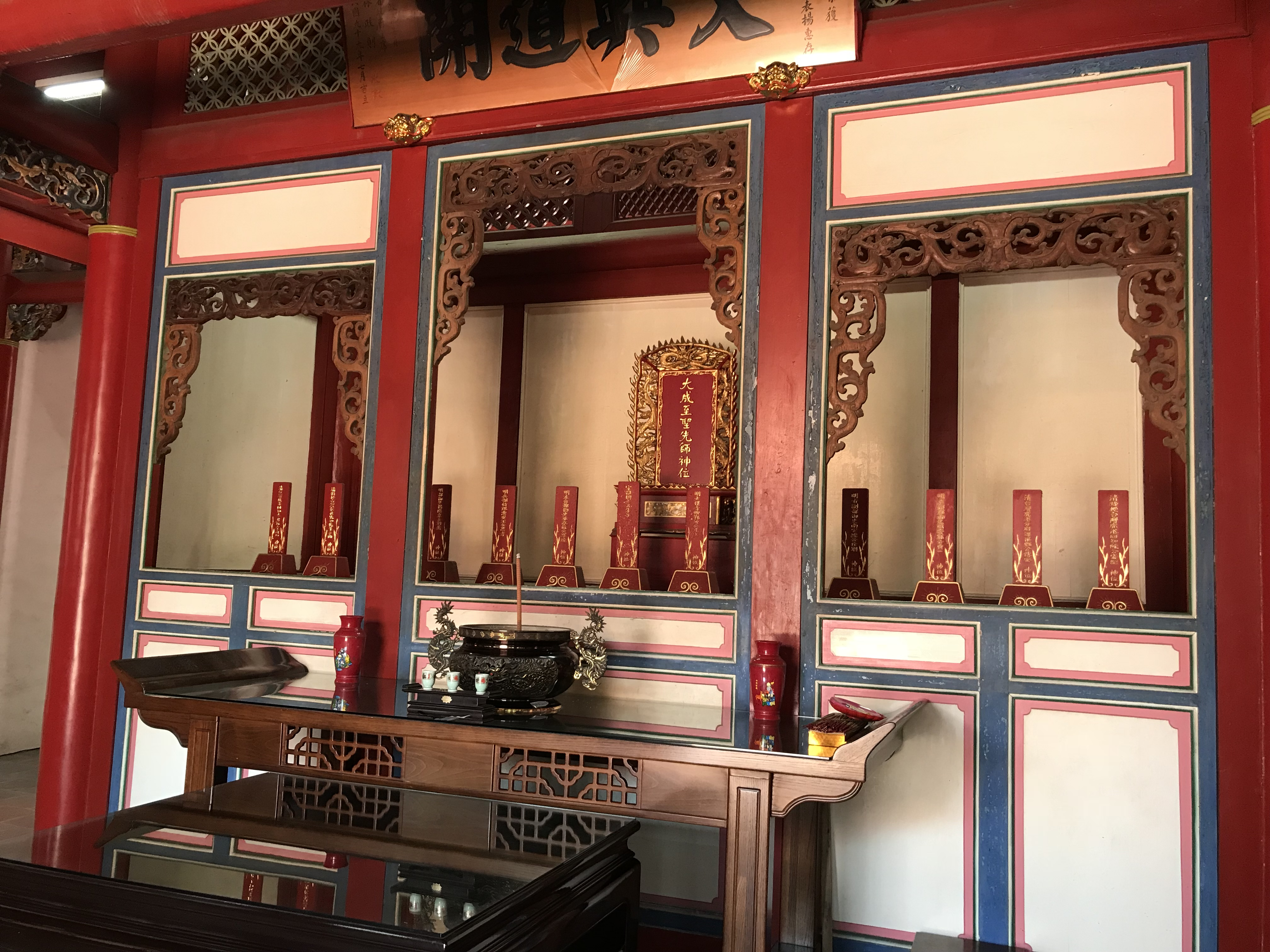
文開書院現在也祭祀孔子。

文武廟和文開書院離上次修復才逾十年，屋頂已逐漸坍陷，樑柱蛀蝕，鎮公所規劃整修，偏遇九二一大地震加速損壞。1999年9月28日，鹿港鎮公所召開修護文武廟會議，因補助款一千七百萬元有限，決定先修文祠，漸坍塌的文開書院整修則未有著落。
趙守博擔任臺灣省主席時，將一千四百萬元的文開書院整修經費撥給鎮公所。2001年1月正式發包，由潤發營造公司以一千四百萬元得標、曾文吉建築師事務所規劃。次月27日工程施工前說明會中，文史工作者吳成偉呼籲對當年興建文開書院各項設施搭配的方式須嚴加考證，力求恢復當年風貌，如書院栽種梧桐樹有其意義，書院擺設格局。
臺灣古蹟修復工程匠師大多來自南臺灣，以技巧花俏與彩繪豐富華麗的漳州建築為主流，既不符合鹿港的泉州傳統建築、也不適合書院風格。2003年，書院將竣工時，三川殿明間屋脊被放上雙龍搶珠的剪黏，引起爭議，像是從小住在文開書院對面的粘錫麟和耆老都認為次間屋燕尾脊有鰲、明間沒有雙龍。 後來眾人以1926年6月正面照片為依據，發現剪粘應屬象徵綿延不絕的卷草（番花草），並非雙龍。像是虎井涼亭梁柱題字，由於撰文者與書寫者落款各在左、右梁柱的一方，與一般題字規格不符，也引起議論。
經四年整修，2005年8月全部完工，同年11月25日彰化縣文化局舉行落成儀式，特請歐陽錦華、吳東源、吳肇昌、吳肇勳、吳肇藩、洪志雄、尤祖和、林俊臣等書法名家現場揮毫。整修後不久因乏人看管，又發生吸毒者入住、電纜線被偷、路燈破壞等治安問題，後由文開詩社在2006年入駐，開辦漢學研習等課程。
2011年5月27日，鹿港鎮公所再請鹿港工藝家李奕興負責主持文祠、武廟及文開書院灰壁的修復工程，並邀鹿港多位書法名家擔任灰壁修復後重新題字的工作。經多次修復，又見損壞，2014年10月文化局發包修復，由文化部補助280萬元、文化局和鹿港鎮公所各籌260萬元，但包商卻將三川門從赭紅色改漆成黑色，引發批評而要求還原。

## 教育

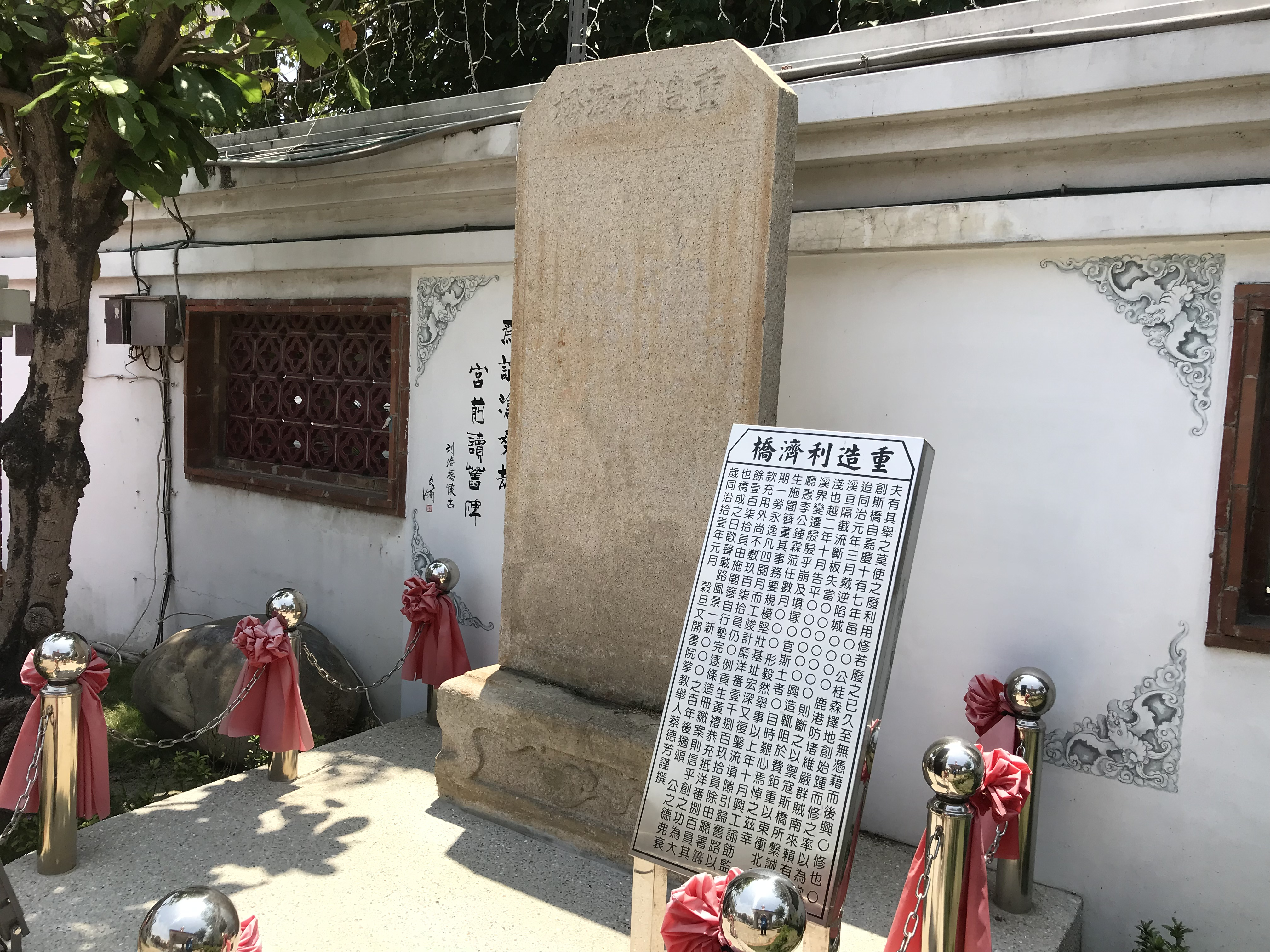
蔡德芳曾以掌院人身分撰寫重造利濟橋碑文。

自道光八年落成，迄乙未戰爭，前後僅近七十年，可考的書院山長僅有三人，分別是道光年間鹿港同知陳盛韶所禮聘的陳淑均、同治年間鹿港同知孫壽銘禮聘的蔡德芳、光緒年間的莊士勳。
此書院被視為造就鹿港的人才。鹿港在清治時期出有六位進士，除許肇清為清光緒二十年武進士外，其餘文進士有同治十三年（1874年）的施葆修、光緒三年（1877年）的丁壽泉、光緒九年（1883年）的蔡壽星、光緒十八年（1892年）的施之東。
日本政府的《臺灣私法》中記載此書院每年實施官課及師課各六次，官課於初十日，師課在二十五日，應考者大約生員一百名、童生三百名。由理蕃同知監督及實施考試，在獎勵上無論官課與師課，生員超等四名、特等八名，每名發給膏伙銀三元及一元五角，童生上取六名、中取十二名，每名賞給膏伙銀二元五角及一元。
1896年，日人於鹿港地藏王廟設立學校。文開書院曾被迫停止教育，後當地名人陳質芬、蔡德宣等人申請設立名為「文開書塾」的書墊，於1914年通過。蔡德宣與學人莊士勳、呂喬南等分任教讀，在文祠、鰲亭宮後殿授以四書五經。學生有陳火泉、呂申甫等。